# نادي عالي الثقافي والرياضي
نادي عالي الثقافي والرياضي، نادي كرة قدم بحريني.

## تشكيلة الفريق
ملاحظة: تشير الأعلام إلى المنتخب الوطني على النحو المحدد في قواعد الأهلية للفيفا. قد يحمل اللاعبون أكثر من جنسية واحدة غير تابعة للفيفا.
| الرقم | البلد   | المركز | اللاعب                   |
| ----- | ------- | ------ | ------------------------ |
| 1     | البحرين | حارس   | محمد جعفر السعيد         |
| 2     | البحرين | مدافع  | عباس عبدالعظيم مدن       |
| 3     | البحرين | مدافع  | سيد مجيد سيد أمين الساكن |
| 4     | البحرين | مدافع  | محمود منصور السعيد       |
| 5     | البحرين | وسط    | علي جعفر محمد علي        |
| 6     | البحرين | مهاجم  | محمد عبدالعظيم مدن       |
| 7     | البحرين | مهاجم  | حسين عبدالحسن محمد       |
| 8     | البحرين | وسط    | حسين علي عبدالحسين       |
| 9     | البحرين | مهاجم  | سيد جابر سيد أمين        |
| 10    | البحرين | وسط    | أحمد عبدالحسن محمد       |
| 11    | البحرين | مهاجم  | عبدالله عبد العظيم       |

## سجل المشاركات
- دوري الدرجة الأولى البحريني.[1]
- دوري الدرجة الثانية البحريني.
- كأس ملك البحرين.
- كأس الإتحاد البحريني.